# Недо Кучунг Ринпоче
Недо Кучунг Ринпоче (или още Нендо Ринпоче) е будистки учител (лама) и майстор на медитацията от линията Карма Кагю на тибетския будизъм. Роден е през 1962 година и е разпознат от Шестнадесетия Кармапа Рангджунг Ригпе Дордже като шесто прераждане на Шедруб Ньедун Чокий Сенге. Освен от Кармапа Недо Ринпоче получава приемствености от Дилго Киенце Ринпоче и Тулку Урген Ринпоче.
На двадесет и пет годишна възраст поема функциите на „Дордже Лопон“ (Ваджра Майстор) в седалището на Шестнадесетия Кармапа в Сиким. Следвайки инструкциите на Кармапа и Четиринадесетия Шамарпа, той преподава активно по света, днес под ръководството на Седемнадесетия Кармапа Тринли Тайе Дордже. Активността на Ринпоче на Изток включва грижата за манастира Недо Чеду Чьокор Линг в Сиким и основаването на центрове в югоизточна Азия. По покана на лама Оле Нидал Недо Ринпоче дава учения на организираните от него будистки курсове. От 2022 година ръководи изграждането на ступи в Западния свят.